# Phrynoidis
Phrynoidis is een geslacht van kikkers uit de familie padden (Bufonidae). De groep werd voor het eerst wetenschappelijk beschreven door Leopold Fitzinger in 1843.
Er zijn twee soorten die voorkomen in delen van Azië en leven in Borneo, Cambodja (mogelijk), Java, Laos (mogelijk), Myanmar, Sumatra, Thailand en Vietnam.

## Soorten
Geslacht Phrynoidis
- Soort Phrynoidis asper
- Soort Phrynoidis juxtaspera

Adenomus · 
Altiphrynoides · 
Amazophrynella · 
Anaxyrus · 
Ansonia · 
Atelopus · 
Barbarophryne · 
Blythophryne · 
Bufo · 
Bufoides · 
Bufotes · 
Capensibufo · 
Churamiti · 
Dendrophryniscus · 
Didynamipus · 
Duttaphrynus · 
Epidalea · 
Frostius · 
Ghatophryne · 
Incilius · 
Ingerophrynus · 
Laurentophryne · 
Leptophryne · 
Melanophryniscus · 
Mertensophryne · 
Metaphryniscus · 
Nannophryne · 
Nectophryne · 
Nectophrynoides · 
Nimbaphrynoides · 
Oreophrynella · 
Osornophryne · 
Parapelophryne · 
Pedostibes · 
Pelophryne · 
Peltophryne · 
Phrynoidis · 
Poyntonophrynus · 
Pseudobufo · 
Rentapia · 
Rhaebo · 
Rhinella · 
Sabahphrynus · 
Schismaderma · 
Sclerophrys · 
Strauchbufo · 
Truebella · 
Vandijkophrynus · 
Werneria · 
Wolterstorffina · 
Xanthophryne